# Diocesi di Oreto
La diocesi di Oreto (in latino Dioecesis Oretana) è una sede soppressa e sede titolare della Chiesa cattolica.

## Storia
Oreto, il cui sito archeologico si trova nell'odierno comune spagnolo di Granátula de Calatrava, fu sede di un'antica diocesi della Spagna visigota, suffraganea dell'arcidiocesi di Toledo; sono attestati vescovi ancora nel VII secolo.
La sede scomparve con l'invasione araba della penisola.
Dal 1969 Oreto è annoverata tra le sedi vescovili titolari della Chiesa cattolica; dall'8 marzo 1986 il vescovo titolare è Patrick Percival Power, già vescovo ausiliare di Canberra e Goulburn.

## Cronotassi

### Vescovi
- Andonio † (menzionato nel 589)
- Stefano † (menzionato tra il 597 ed il 610)
- Amatore † (612 - 614)
- Suavila † (menzionato tra il 633 ed il 638)
- Maurusio † (menzionato tra il 646 ed il 656)
- Argemundo † (menzionato nel 675)
- Gregorio † (menzionato tra il 683 ed il 688)
- Mariano † (menzionato nel 693)

### Vescovi titolari
- Stephen Fumio Hamao † (5 febbraio 1970 - 30 ottobre 1979 nominato vescovo di Yokohama)
- Angel Nacorda Lagdameo † (19 giugno 1980 - 31 gennaio 1986 nominato vescovo coadiutore di Dumaguete)
- Patrick Percival Power, dall'8 marzo 1986